# Beagle Boys
Los Beagle Boys ("Chicos Malos" en Hispanoamérica y "Golfos Apandadores" en España) son personajes de ficción del universo de Scrooge McDuck. Son una banda de delincuentes que intentan constantemente robarle a Scrooge McDuck y fueron creados por Carl Barks, debutando en la historia de 1951 "Terror of the Beagle Boys".
En las historietas, cada uno puede ser identificado por los números impresos en la parte delantera de sus camisetas, que es el número de prisionero de cada uno. Las combinaciones más comunes son: 176-167, 176-671 y 176-761.
En algunas animaciones tienen nombres y diferentes personalidades. Muchas veces la banda es liderada por la madre de ellos. Los Beagle Boys tienen muchos familiares que son hermanos y primos entre sí, y todos se dedican a la delincuencia, menos uno de los primos que es honrado, y es considerado como la oveja negra de la familia.
Según el dibujante Don Rosa, el primer encuentro entre los Beagle Boys y Scrooge McDuck fue en los días que el pato se encontraba en el río Misisipi, en el transbordador de su tío. Aquellos Beagle Boys incluían a Corazón Negro y sus tres hijos. Scrooge se encontró a los actuales Beagle Boys durante la Navidad del año 1947, en donde aparecieron por primera vez sus sobrino-nietos Huey, Dewey y Louie. Desde entonces los Beagle Boys han sido una amenaza constante para la fortuna de Scrooge McDuck.
Algunas veces ellos conspiran junto con otros villanos como la bruja Mágica, Pete el Negro, o la bruja Madam Mim, o son contratados por Flintheart Glomgold o John D. Rockepato.
Otras veces antagonizan con Goofy, Mickey Mouse o algún otro personaje de las historietas de Disney.

## Apariciones

### Películas
- Sport Goofy in Soccermania (1987): En este mediometraje, los Beagle Boys juegan un torneo de fútbol para conseguir el valioso trofeo que darán a los campeones. Y para lograrlo, juegan haciendo trampa, y secuestran a Goofy, la estrella del equipo contrario.
- Mickey, Donald, Goofy: Los Tres Mosqueteros (2004): En esta película, aparecen tres Beagle Boys con una apariencia diferente a su aspecto clásico, con la piel grisácea, uniformes negros, y unas capuchas. Aunque dos de ellos son casi iguales, uno de ellos destaca por ser más bajo. Ellos ayudan a Pete, el capitán de los mosqueteros, a secuestrar a la Princesa Minnie para convertirse él en el rey de Francia. Primero secuestran a Minnie y su dama de compañía Daisy mientras son escoltadas por Mickey, Donald y Goofy, a quienes Pete nombró mosqueteros por ser unos incopetentes, pero finalmente son derrotados. Después secuestran a Minnie y Daisy en la ópera junto a Pete, y el miembro más bajo se hace pasar por Minnie para nombrar a Pete como nuevo rey de Francia. Sin embargo, Mickey, Donald y Goofy vuelven a enfrentarse a ellos, y acaban siendo derrotados, cayendo bajo el escenario de la ópera.

### Series
- Patoaventuras (1987-1990): En la serie de Patoaventuras, aparecen diferentes tipos de Beagle Boys, cada uno con un aspecto físico diferente y con sus propias personalidades, y son liderados por su madre, Ma Beagle (Mamá Malo en Hispanoamérica y Mamá Apandadora en España). Su objetivo principal es robar la fortuna de McPato, y para ello se suelen unir a otros villanos como Flintheart Glomgold y Mágica De Spell.[6]
- Pato Darkwing (1991): Algunos Beagle Boys hacen cameos en el episodio "In Like Blunt", entre otros villanos que quieren obtener la lista secreta de agentes de S.H.U.S.H.
- Bonkers (1993): Uno de ellos hace un cameo en el episodio "The 29th Page" , en una rueda de reconocimiento junto a una Comadreja, el Lobo Feroz, y Horacio y Gaspar de 101 dálmatas.
- Quack Pack (1996): Uno de ellos hace un cameo en el episodio "Nosy Neighbors" como un preso de la cárcel.
- Mickey Mouse (2016-2017): Tres Beagle Boys (principalmente basados en la versión de Patoaventuras) aparecen en el episodio como parte de los villanos a los que Minnie interroga.[7] Otros tres (más similares a la versión de los cómics) aparecen en el episodio "Touchdown and Out" formando un equipo de fútbol junto con Pete y Chernabog para jugar contra Mickey, Donald y Goofy.[8]
- Patoaventuras (2017-2021): Son villanos recurrentes en la serie, basados parcialmente en su versión de Patoaventuras de 1987. En esta nueva versión, además de querer robar la fortuna de McPato, su madre Ma Beagle busca venganza porque adquiró la escritura de la ciudad de un familiar.[9]
- The Wonderful World of Mickey Mouse (2020): Los Beagle Boys aparecen en el episodio "Keep on Rollin'", donde junto con Pete y Úrsula expulsan a Mickey y sus amigos de la pista de patinaje a la que siempre van.[10]

### Videojuegos
- Patoaventuras (1989)
- Patoaventuras: La búsqueda de oro (1990)
- Pato Donald: Goin' Quackers (2000): Los Beagle Boys aparecen como jefes enemigos del segundo nivel, subidos en una grúa con una bola de derribo en lo alto de un edificio, atacando a Donald lanzándole dinamita, e intentando aplastarle. Dependiendo de la versión del juego aparecen tres o solamente uno controlando la grúa, todos con un aspecto similar a Bouncer Beagle.
- Disney Winter Fun (2007)
- Disney Think Fast (2008)
- Donald Duck: Phantom Duck (2008)
- Kingdom Hearts 3D: Dream Drop Distance (2012): Aparecen en su versión de Mickey, Donald, Goofy: Los tres mosqueteros[11]
- Disney Infinity (2013): Los Beagle Boys aparecen como personajes Ciudadanos, teniendo también papel como enemigos.
- DuckTales: Remastered (2013): Son villanos recurrentes en el juego.

### Serie de cómics
- Walt Disney's Comics & Stories (1940) (Boom! Studios)
- Walt Disney's Christmas Parade (1949) (Dell)
- Walt Disney's Donald Duck (1952) (Boom! Studios)
- Walt Disney's Mickey Mouse (1952) (Boom! Studios)
- Walt Disney's Uncle Scrooge (1953) (Boom! Studios)
- Walt Disney's Donald Duck Beach Party (1954) (Dell)
- Walt Disney's Donald Duck in Disneyland (1955) (Dell)
- Walt Disney's Picnic Party (1955) (Dell)
- Walt Disney's Uncle Scrooge Goes to Disneyland (1957) (Dell)
- Walt Disney's Huey, Dewey and Louie: Back to School (1958) (Dell)
- Walt Disney's Donald and Mickey in Disneyland (1958) (Dell)
- Walt Disney's Ludwig Von Drake (1961) (Dell)
- Walt Disney's Beagle Boys (1964) (Gold Key)
- Walt Disney's The Phantom Blot (1964) (Gold Key)
- Walt Disney's Super Goof (1965) (Gold Key)
- Walt Disney's Vacation In Disneyland (1965) (Gold Key)
- Walt Disney's Huey, Dewey and Louie: Junior Woodchucks (1966) (Gold Key)
- Walt Disney's Moby Duck (1967) (Gold Key)
- Walt Disney's Chip 'n' Dale (1967) (Gold Key)
- Walt Disney Comics Digest (1968) (Gold Key)
- Walt Disney's Beagle Boys vs. Uncle Scrooge (1979) (Gold Key)
- Walt Disney's Uncle Scrooge Adventures (1987) (Gladstone)
- Walt Disney's Donald Duck Adventures (1987, Gladstone - 1990, Disney - 2003, Gemstone)
- DuckTales (1988) (Gladstone)
- DuckTales (1990) (Disney)
- Goofy Adventures (1990) (Disney)
- Disney's Colossal Comics Collection (1991) (Disney)
- Walt Disney's Junior Woodchucks (1991) (Disney)
- Disney's Hero Squad (2010) (Boom! Studios)
- Wizards of Mickey (2010) (Boom! Studios)
- Darkwing Duck (2010) (Boom! Studios)
- DuckTales (2011) (Boom! Studios)
- Darkwing Duck and DuckTales: Dangerous Currency (2011) (Boom! Studios)